# Elisabeth Arrieta
Elisabeth Arrieta (Montevideo, 10 de septiembre de 1960-Portezuelo, Maldonado, 30 de noviembre de 2019) fue una ingeniera civil y política uruguaya.
Perteneciente al Partido Nacional, ocupó el cargo de Senadora.

## Fallecimiento
El 30 de noviembre de 2019 falleció a los cincuenta y nueve años, tras colisionar en un accidente de tránsito en el kilómetro 117 de la ruta Interbalnearia a pocas cuadras de la entrada de Solanas.